# Maserati Biturbo
La Maserati Biturbo est une berline sportive (2 et 4 portes) du constructeur italien Maserati.
Après la reprise, en 1975, de Maserati par Alejandro de Tomaso à Citroën, celui-ci lance la marque dans l’aventure Biturbo.
L’idée consistait à introduire sur le marché une voiture de luxe dotée d’un prix raisonnable et d’une cylindrée de moins de 2 000 cm3, taxes italiennes obligent. La cible visée était la BMW série 3 version E21, comme l’illustrent plusieurs choix techniques, voire certaines pièces détachées.
Rapidement Maserati a dû pousser les murs de son usine pour faire face à la demande : c’était le sauvetage, peut-être encore temporaire, de la marque. Les besoins de capacité de production étaient tels que le montage de certains modèles était assuré dans l'usine Innocenti de Milan.

## Genèse

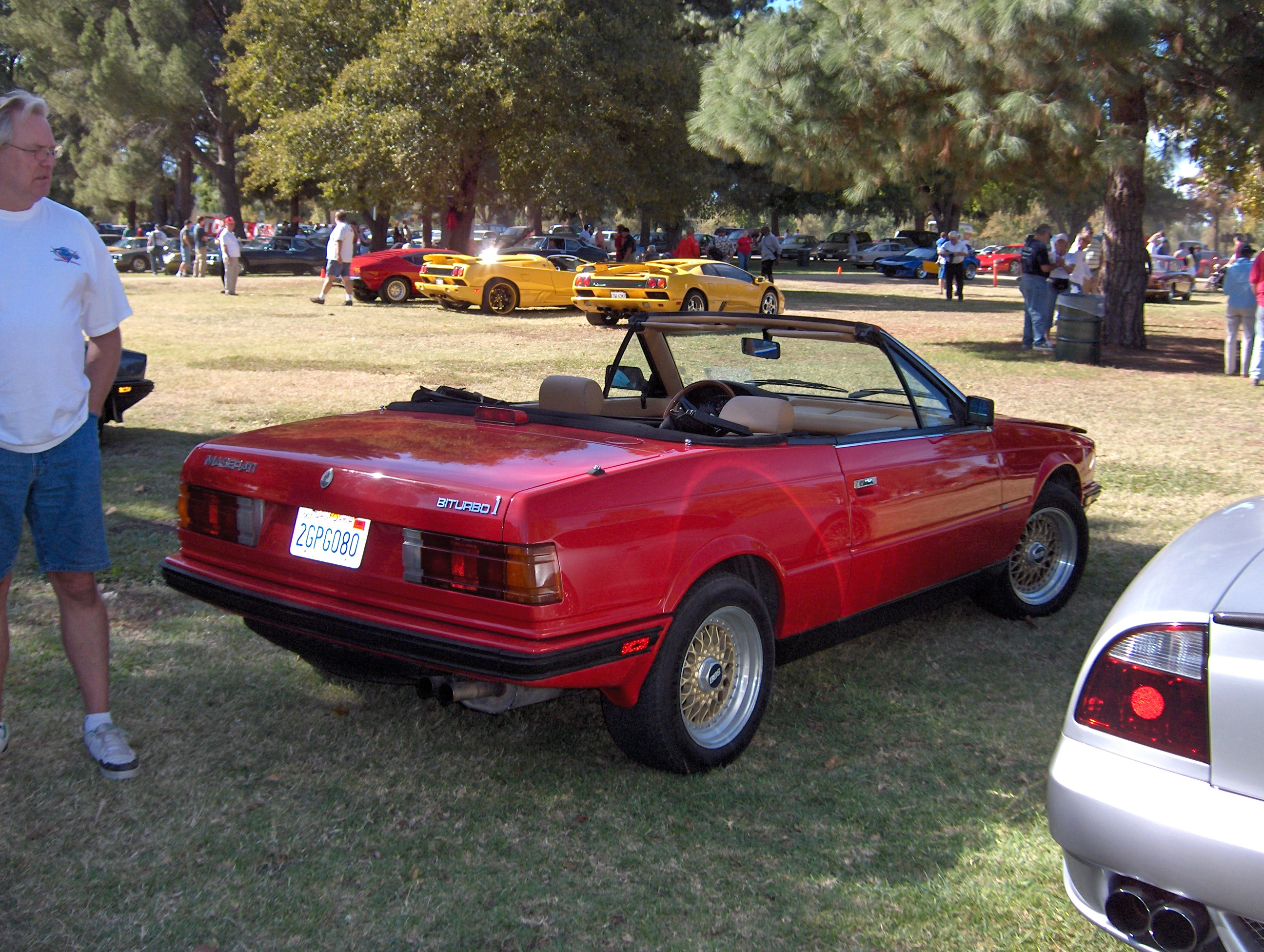
Cabriolet Zagato.

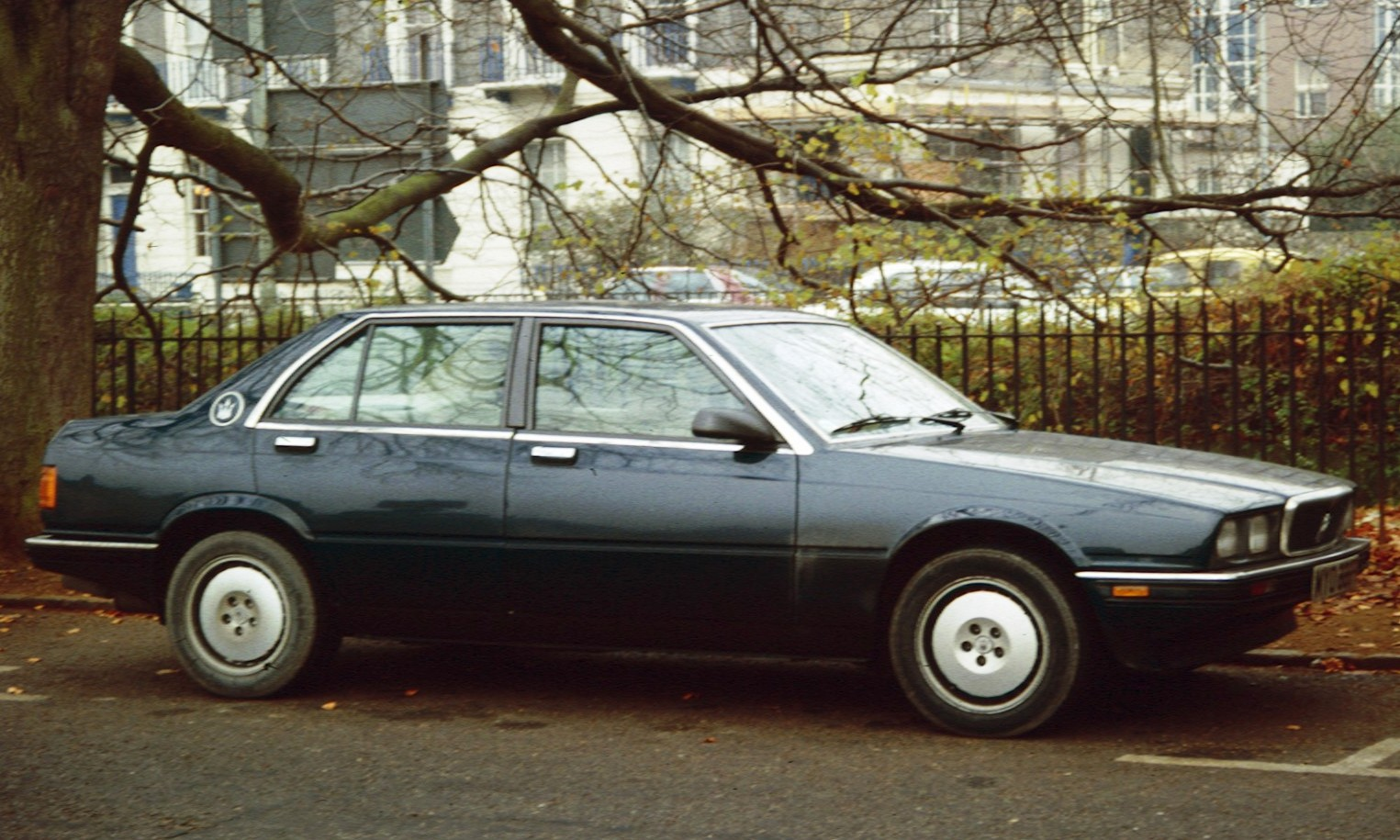
Version 4 portes.

La voiture est étudiée chez De Tomaso en 1980. La particularité de celle-ci est d'utiliser un V6 Bi turbo. En alliage léger, faisant appel à des dépôts de couches dures à faible coefficient de friction (Nikasil) sur les chemises moteur (en alliage léger elles aussi), il est équipé de culasses à 2 arbres a cames et trois soupapes par cylindre. Le moteur reste en ligne avec les principes premiers des Maserati : un petit moteur multicylindre très élaboré et très puissant. 
La voiture est dessinée par Pierangelo Andreani, ingénieur de l'équipe De Tomaso. On peut noter l’influence Italdesign, auteur de la Quattroporte III sortie quelques mois auparavant.
La voiture est présentée à la presse le 14 décembre 1981. C'est rapidement un succès.
D'abord équipé d'une alimentation à carburateur en motorisation 2 000 cm3 et 2 500 cm3 (cette dernière pour les marchés export, désignée "E") le modèle évoluera rapidement. Outre le coupé 2 portes, il se déclinera en 4 portes, en cabriolet (carrossé par Zagato) et même, plus tard, en un coupé plus volumineux et luxueux, la 228, sur la base de la berline (Fin 1986) et en un élégant petit coupé à deux places Karif sur la base du spyder (Fin 1987). 
En juillet 1985 sont présentées les Bi turbo II. La gamme est identique, mais la voiture est enfin fiabilisée. C'est la Bi turbo telle qu'elle aurait dû sortir, phase de mise au point terminée. Les Biturbo II sont reconnaissables à leur tableau de bord muni d'un bloc compteurs courbe et non plus carré. Fin 1986, c'est le remplacement des carburateurs par l'injection électronique et allumage électronique cartographique couplé à la gestion, elle aussi électronique, des turbos, le tout regroupé dans deux calculateurs. Une version de 2 800 cm3 du moteur apparait alors, montée en avant première sur la 228 avant de s'étendre sur le reste de la gamme en remplacement des 2 500 cm3 lors du restylage de 1988.
Fin 1987, la Bi turbo bénéficie d'un léger restylage : calandre et capot plus arrondis, rétroviseurs extérieurs profilés. Ce relookage ne concerne dans un premier temps que les berlines, puis s'étendra aux autres versions sur l'année 1988. À cette occasion, l'appellation Bi turbo sera officiellement abandonnée (sauf pour les modèles à vendre restant en stock), la fiabilité précaire des premiers modèles ayant terni le nom de Biturbo. Elles mutent en 222 (Coupés), 422 et 430 (Berlines) et Spyder (Cabriolets), puis en Ghibli II (Coupés à partir de 1993). 
Introduites conjointement, on verra deux nouvelles culasses à 4 arbres à cames et à 4 soupapes par cylindre, destinées aux versions sportives de la gamme, reconnaissables à leurs pare-chocs avant et arrière enveloppants et intégrants les feux antibrouillards. Elles seront montées aussi bien sur le 2 000 cm3 (2.24v - 245ch) que sur le 2 800 cm3 (222.4v - 279 ch). Puis viendra la suspension réglable depuis le poste de conduite, étudiée avec Koni : 4 positions permettent d'adapter la loi d'amortissement de la voiture à celle du terrain rencontré ou du confort recherché. Une version ouverte, la Barchetta à moteur V6, et la Shamal à moteur V8, qui succédera à la Karif, toujours avec une paire de turbos, verront également le jour. La Maserati Racing est quant à elle une 222 puissante (283 ch), véhicule de transition développé pour tester certaines évolutions techniques que l'on retrouvera sur la Ghibli II.
À noter qu'il a été question d'équiper les Bi turbo d'un moteur V6 2 000 cm3 4 arbres à cames en tête et 6 soupapes par cylindre (6.36V !). Le moteur et surtout sa culasse ont fait l'objet de plusieurs dépôts de brevet. Quelques prototypes de moteur ont été réalisés mais jamais industrialisés.

## Modèles et versions

### Modèles 2 portes

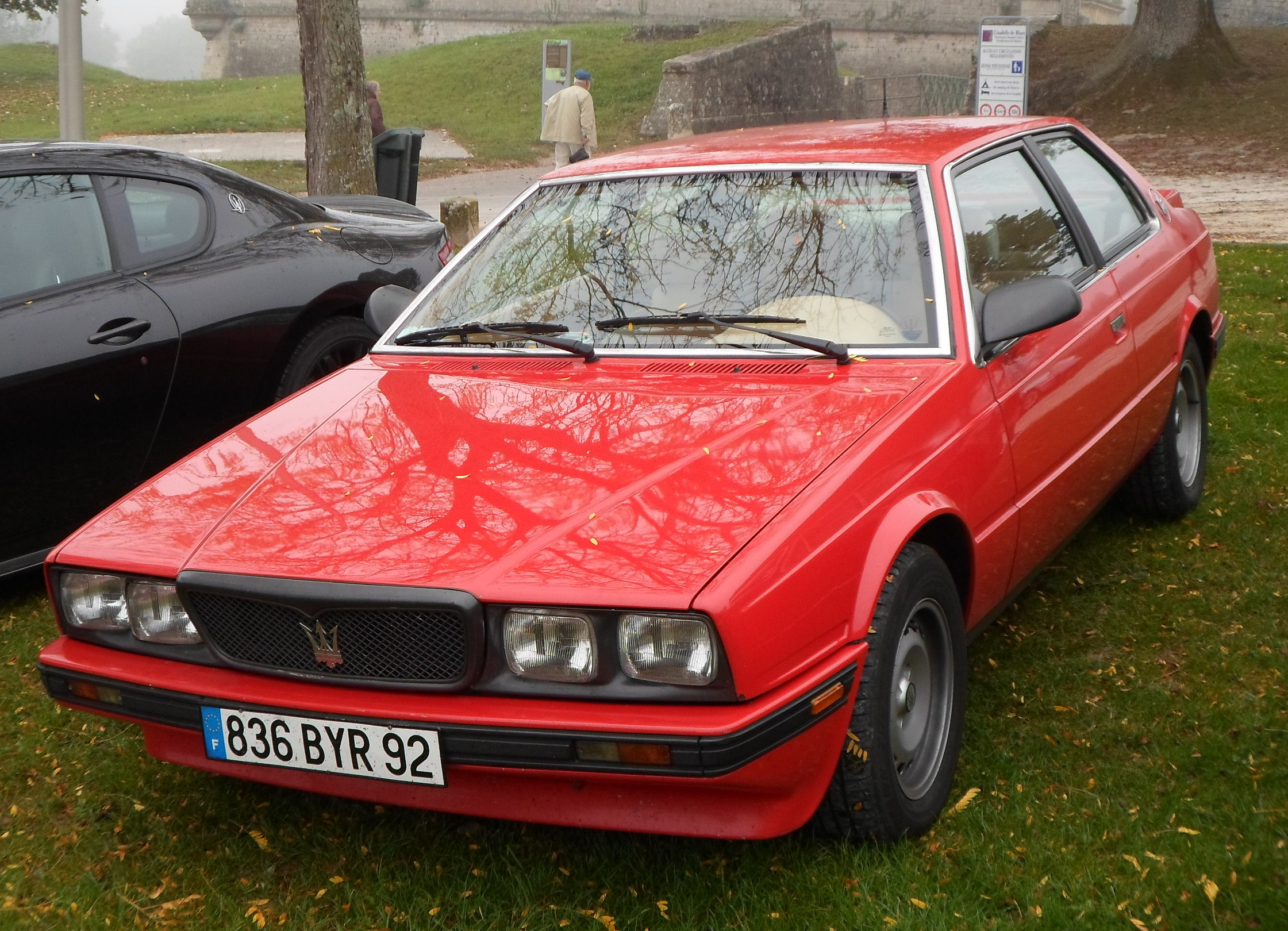
Maserati 222.

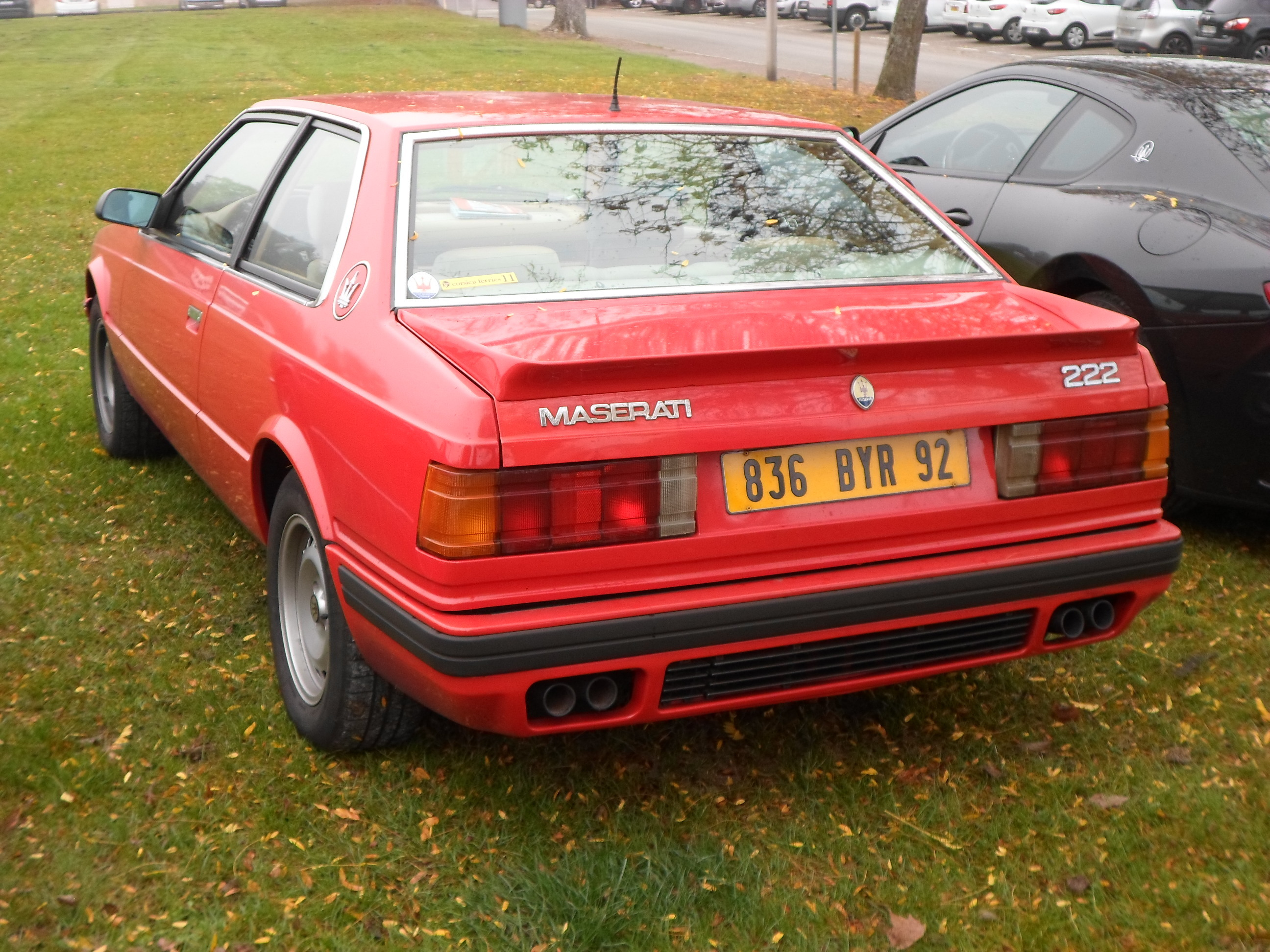
Maserati 222.

Le modèle Coupé disposait d'un empattement de 2,51 m alors que le Spyder n'était que de 2,4 m. Les exceptions furent la Maserati Karif, basée sur le châssis court du Spyder, ainsi que la Maserati 228, basée sur le châssis long de la berline, et équipées d'un moteur 2,8 litres. Ces deux modèles spéciaux furent les seules carrosseries de Biturbo à ne pas recevoir de moteur 2 litres spécial pour le marché italien, ce qui contribua à leur rareté.
Versions :
| Modèle         | Années  | Moteur  | Type     | Cylindrée   | CH         | Caractéristiques                   | Marchés ciblés     |
| -------------- | ------- | ------- | -------- | ----------- | ---------- | ---------------------------------- | ------------------ |
| Biturbo        | 1982-86 | V6 SACT | AM452/09 | 1 995 cm3   | 180        | Carbu                              | Italie             |
| Biturbo S      | 1983-86 | V6 SACT | AM452/10 | 1 995 cm3   | 205        | Carbu + inter                      | Italie             |
| Biturbo E      | 1983-86 | V6 SACT | AM453    | 2 491 cm3   | 177/189(*) | Carbu                              | Export             |
| Biturbo ES     | 1984-86 | V6 SACT | AM453    | 2 491 cm3   | 196        | Carbu + inter + cata               | Export             |
| Biturbo i      | 1986-90 | V6 SACT | AM470    | 1 995 cm3   | 188        | Injec                              | Italie             |
| Biturbo Si     | 1986-88 | V6 SACT | AM471    | 1 995 CM3   | 223        | Injec + inter                      | Italie             |
| Biturbo i 2.5  | 1986-88 | V6 SACT | AM453/US | 2 491 cm3   | 188        | Injec + inter + cata               | Export             |
| Biturbo Si 2.5 | 1986-88 | V6 SACT | AM453/US | 2 491 cm3   | 188        | Injec + inter + cata               | Export             |
| Spyder         | 1985-94 | V6 SACT |          | 2.0/2.5/2.8 | 180/245    |                                    | tous               |
| Karif          | 1988-91 | V6 SACT | AM473    | 2 790 cm3   | 250 225    | Injec + inter Injec + inter + cata | tous               |
| 228            | 1986-92 | V6 SACT | AM473    | 2 790 cm3   | 250 225    | Injec + inter Injec + inter +cata  | tous               |
| 222            | 1988-92 | V6 SACT | AM471    | 1 995 cm3   | 223        | Injec + inter                      | Italie             |
| 2.24V          | 1989-92 | V6 DACT | AM475    | 1 996 cm3   | 245 240    | Injec + inter Injec + inter + cata | Italie             |
| 222 E          | 1988-91 | V6 SACT | AM473    | 2 790 cm3   | 225        | Injec + inter + cata               | Export             |
| 222 SE         | 1990-91 | V6 SACT | AM473    | 2 790 cm3   | 250 225    | Injec + inter Injec + inter + cata | Tous               |
| 222 SR         | 1991-92 | V6 SACT | AM473    | 2 790 cm3   | 250 225    | Injec + inter Injec + inter + cata | Tous               |
| 222 4v         | 1988-91 | V6 DACT | AM477    | 2 790 cm3   | 279        | Injec + inter + cata               | Catalyseur, export |
| Racing         | 1991-91 | V6 DACT | AM490    | 1 996 cm3   | 283        | Injec + inter                      | Italie             |

Italie : pour le marché italien uniquement
SACT : simples arbres à cames en tête (18 soupapes)
DACT : doubles arbres à cames en tête (24 soupapes)
INTER : Intercooler
CATA : Catalyseur
(*) En fonction des carburateurs et des systèmes de dépollution utilisés selon les pays de destination. Modèles destinés à la France : 189 ch.

### Modèles 4 portes
Deux ans après l'introduction de la Biturbo, Maserati présenta une version à quatre portes. Pour cette version l'empattement était légèrement plus long (2,6 m). Cette version fut remplacée en 1994 par la Quattroporte IV.
Versions :
| Modèle   | année   | Moteur  | Cylindrée | CH  | Alimentation           | Marchés ciblés     |
| -------- | ------- | ------- | --------- | --- | ---------------------- | ------------------ |
| 425      | 1983-89 | V6 SACT | 2 491 cm3 | 200 | Carbu                  | Tous               |
| 420      | 1985-86 | V6 SACT | 1 995 cm3 | 185 | Carbu                  | Italie             |
| 420 S    | 1986-88 | V6 SACT | 1 995 cm3 | 210 | Carbu, inter           | Italie             |
| 420 i    | 1986-87 | V6 SACT | 1 995 cm3 | 188 | Injection              | Italie             |
| 420 Si   | 1987-88 | V6 SACT | 1 995 cm3 | 223 | Injection, inter       | Italie             |
| 430      | 1987-90 | V6 SACT | 2 790 cm3 | 225 | Injection, inter, cata | Catalyseur, Export |
| 425i     | 1987-90 | V6 SACT | 2 491 cm3 | 188 | Injection, inter, cata | Catalyseur, Export |
| 422      | 1988-90 | V6 DACT | 1 996 cm3 | 223 | Injection, inter       | Catalyseur, Export |
| 4.18v    | 1990-94 | V6 SACT | 1 995 cm3 | 223 | Injection, inter       | Catalyseur, Export |
| 4.24v    | 1990-92 | V6 DACT | 1 996 cm3 | 245 | Injection, inter       | Italie             |
| 4.24v II | 1991-94 | V6 DACT | 1 996 cm3 | 240 | Injection, inter, cata | Catalyseur, Export |
| 430 4v   | 1991-94 | V6 DACT | 2 790 cm3 | 279 | Injection, inter, cata | Catalyseur, Export |

Italie : pour le marché italien uniquement
SACT : simples arbres à cames en tête (18 soupapes)
DACT : doubles arbres à cames en tête (24 soupapes)

### Cinéma
La Maserati Biturbo apparaît dans Permis de tuer (1989). Elle est la voiture de Franz Sanchez (Robert Davi).

## 228
La 228 fut présentée en Décembre 1984, il s'agissait d'un coupé 2 portes, haut de gamme de la famille Biturbo, établi sur la base à empattement rallongé de la Berline Biturbo. Elle inaugura la version 2 800 cm3 du V6 Biturbo, dans une variante 18 soupapes, injection intercooler développant 250ch DIN. (225ch pour la version catalysée)

Sa mise en production fut laborieuse, les premières unités étant commercialisées fin 1986. Elle ne bénéficia que de très peu d'évolution jusqu'à la fin de sa production en 1991.

## Maserati Karif
La Karif, c'est l'inverse de la 228. C'est toujours un coupé, mais établi sur la base à empattement raccourci du Spider Biturbo. Elle reprend les mêmes motorisations que la 228.